# Wargok
A wargok (egyes helyeken vargok) farkasokra emlékeztető vadállatok J. R. R. Tolkien regényeiben. Nagyobb termetűek, intelligensebbek és rosszindulatúbbak a közönséges farkasoknál, valószínűleg a sötét erők (konkrétan Morgoth) tenyésztették ki őket közönséges farkasokból. Emberi nyelven nem beszélnek, viszont egymás között egy saját nyelvet használnak. A nevüket nyilván a skandináv varg [varj] szóból kölcsönözte Tolkien. A szó jelentése farkas.
A wargok gyakran megengedik, hogy az orkok használják őket hátaslovakként, s gyakran kötnek szövetséget egy-egy nagyobb eriadori település vagy vándorcsapat kifosztására (innen ered egy középföldei mondás: "ahol wargok vonyítanak, ott orkok is lapítanak").

## Szerepük a könyvekben

### A hobbit
- Amikor Zsákos Bilbó, Gandalf és a törpök átkelnek a Ködhegységen, egy csapat warg támad rájuk. A csapat a vadállatok elől a fákra menekül, és Gandalf tüzet bűvölve próbálja elijeszteni őket. Azonban a törpöket követő orkok összetalálkoznak a menekülő farkasokkal, és a tüzet Bilbóék ellen fordítják: máglyát raknak a fák tövében. A csapatot a Ködhegységben tanyázó sasok mentik meg.
- Az Öt Sereg Csatájában az egyik sereg a wargok serege: az orkokkal szövetségben a denevérekkel együtt harcolnak a törpök, az emberek és a tündék serege ellen.

### A Gyűrűk Ura
- Amikor a Gyűrű Szövetsége átkel a Ködhegységen, újabb farkastámadásban van részük. Bár a Szövetség többi tagja is derekasan harcol ellenük, itt is Gandalf tűzmágiája űzi el a vadállatokat.
- Szarumán és Szauron orkjai közül többen lovagolnak wargok hátán.

## Megjelenésük a filmekben

### A Gyűrűk Ura
Peter Jackson filmjeiben a wargok, bár nevezik őket „farkas”-nak, nem igazán emlékeztetnek igazi farkasokra. Lovaknál nagyobb termetű, hiénákra emlékeztető fenevadakként jelennek meg, amelyek korántsem olyan intelligensek, mint a könyvben.
A három film közül először A két torony című részben találkozunk velük, ahol Szarumán farkaslovasai megütköznek Rohan lovasságával. Ez a csata a könyvben nem szerepel (bár a könyv említi, hogy a rohani háborúban vettek részt   farkaslovasok, de inkább portyázó-fosztogató szerepben, mint a kürtvári  és hasonló csatákban).
A király visszatér című, befejező részben a wargok megjelennek, de jóval kisebb szerephez jutnak: Gothmog, a mordori ork-kapitány lovagol warg-háton, emellett Minas Tirith ostrománál látunk egy wargot, amint egy embert marcangol szét.

### A hobbit
A hobbit – Váratlan utazásban a wargok már jobban hasonlítanak a farkasokra. Hosszúkás testük van, méretük nagyobb, mint A Gyűrűk Urában. Az orkok „háziállatai”, nincs meg a velük való egyenérték, illetve a nyelv, ami A hobbit könyvben előfordul. Nem tekintik őket farkasoknak. (Amikor Bilbó megkérdezi, hogy a vonyítás farkasoké-e, azt a választ kapja a törpöktől, hogy „Itt nincsenek farkasok.”)

## Más művekben
A Tolkien világából sokat merítő fantasy-könyvekben és játékokban az orkok gyakran lovagolnak farkasszerű fenevadak hátán. A magyar M.A.G.U.S. szerepjátékban "warg"-nak nevezik őket, a Warcraft játékokban viszont "worg"-ra változtatták a nevüket. A tűz és jég dala regénysorozatban a varg (angolul warg) olyan ember, aki képes egy rémfarkas szemével látni. A Harc Wesnothért videójátékban létezik egy "farkaslovas" nevű egység, egy varg-szerű lényen lovagló kobold.